# Alepia bisubulata
Alepia bisubulata är en tvåvingeart som beskrevs av Duckhouse 1968. Alepia bisubulata ingår i släktet Alepia och familjen fjärilsmyggor. Inga underarter finns listade i Catalogue of Life.